# Ofelia Berrido
Ofelia Berrido (Santiago de los Caballeros, 26 de julio de 1951) es una escritora interiorista, novelista, poeta, ensayista, crítica literaria y docente universitaria. Autora de las novelas: El Sol Secreto y El infiel; de los poemarios Pájaros del olvido y Anacaona (traducida al idioma inglés); así como de trabajos de investigación y coautorías, además, de cientos de ensayos publicados en la revista cultural Areíto y en revistas académicas. Es miembro de varias instituciones como son: la Academia Dominicana de la Lengua (Miembro correspondiente), el Ateneo Insular, el Grupo Mester de la ADL, la Asociación de Escritores y Guionistas de República Dominicana (AEGRD), Miembro de la Unión de Escritores Dominicanos, de la Society Human Resources Management (SHRM), de Singularity University-Capítulo República Dominicana. Es colaboradora de la revista cultural Areíto del periódico Hoy y del periódico digital LatinPress de Barcelona.

## Trayectoria
Hija del Ing. Rafael Berrido Camilo y de Hilsa Torres, escritora y pintora. A la edad de 5 años, se trasladó a Puerto Rico, donde cursó sus estudios primarios. Posteriormente, se mudó a Nueva York, donde completó la escuela intermedia en el Sacret Heart School. Tras esta etapa, regresó a Puerto Rico y luego a Santo Domingo, donde finalizó sus estudios de bachillerato y universitarios. En su juventud temprana, Ofelia Berrido trabajó como comunicadora en la televisión dominicana, siendo la primera mujer dominicana en dar noticias por televisión (Indotel). Su carrera profesional la llevó a viajar extensamente por asuntos laborales al desempeñarse como gerente del departamento de internacional en GTE Dallas Headquarters, así como viajó a países como Venezuela, México, Panamá y Rumania. Durante su estancia en Dallas, Texas, realizó su maestría en Administración de Negocios en la Braniff Graduate School of Management, Dallas University. Se desempeñó como vicepresidenta de Recursos Humanos en el Banco Nacional del Crédito. 
Estuvo casada con el psicólogo y pediatra Parmenides Matos Aybar, con quien procreo tres hijos: Parolio, Parmelia y Pamel.Es doctoranda en Estudios del Español: Lingüística y Literatura de la PUCMM en periodo de investigación. Cuenta con un MBA de Braniff Graduate School of Management, Dallas University, Texas; múltiples diplomados, entre ellos los de Tecnología Educativa de Universidad Iberomericana (UNIBE) y la UNPHU. Graduada en Medicina (UASD), Gineco-Obstetricia y Oncología-Ginecológica (MNSA). Laboró como  cirujana oncológica en el Centro de Pediatría y en la Maternidad Nuestra Señora de la Altagracia. Ha impartido docencia universitaria por una década en el área de Internacional de UNIBE-FIU; un quinquenio en la UNPHU en el área de posgrado. En esta misma universidad fungió como Directora de la Unidad de Evaluación y Desarrollo Docente, el Dept. de Tecnología Educativa y la Revista Aula. Imparte docencia desde 2018 en la PUCMM y formó parte del “Global Classroom” del Tecnológico de Monterrey. Ha sido jurado tanto de tesis de grado de la Maestría Administración & Negocios y de la Maestría de Proyectos de la UNPHU. Además, jurado de los concursos como el Premio Anual de Novela Manuel de Jesús Galvan 2022, Premio Anual de Novela 2021, Premio Anual de Ensayo 2019 del Ministerio de Cultura; Concurso de Poesía Joven. Feria Internacional del Libro Santo Domingo, 2019; Concurso de Escritura, “Mujeres inspiradoras” Embajada de Francia, 2018; Concurso de Ensayo, UNPHU; Concurso “El maestro que lee”. Refidomsa 2014; Concurso de Municipal de Literatura, Semana Cultural de Miches, 2012; Concurso Literario Unibe (ensayo y poesía), 2012-2015.
Ha fungido como vicepresidente, directora y gerente en empresas locales e internacionales como lo son: GTE, Verizon, Banco Nacional del Crédito, Abbott Hospitals, entre otros, logrando importantes reconocimientos.

## Obras
- Anacaona. 2019.[11]
- Pájaros del olvido. 2012.[12]
- El infiel. 2012.[13]
- El Sol Secreto. 2006.[14]
- Artículos en Periódico Hoy.

## Premios y reconocimientos
- Ateneo Insular: Reconocimiento a la narradora y poeta interiorista Ofelia Berrido en el 33 aniversario de la fundación del Ateneo Insular, Centro de Espiritualidad San Juan de la Cruz el sábado 22 de julio de 2023.
- Reconocimiento por el Politécnico José Núñez de Cáceres de San José de Ocoa (2018). XXIX Semana Cultural “Miguel de Cervantes y Saavedra” dedicada a Ofelia Berrido. Galardón de Reconocimiento a Ofelia Berrido por su destacada trayectoria literaria siendo objeto de distinción en este centro educativo. 26 de abril de 2018.
- Asociación Internacional de Literatura Femenina y Literatura Hispánica (2017). Invitada de honor al XXVII Congreso Anual de la Asociación Internacional de Literatura y Cultura Femenina Hispánica (AILCFH). Reconocimiento a Ofelia Berrido por su labor literaria. Santo Domingo. Capilla de los Remedios. Del 9-11 de nov. de 2017.
- Academia Dominicana de la Lengua (2017): Presea Académica en atención a su valioso aporte para el mejor desempeño del español dominicano en beneficio de nuestra lengua, de nuestra institución y de nuestro país. Dado el 12 de octubre de 2017.
- Academia Dominicana de la Lengua (2013): Diploma de reconocimiento por sus aportes como Miembro del Grupo Mester. 2013.
- Universidad Iberoamericana, UNIBE (2012). Diploma de reconocimiento por sus aportes literarios. 2012. Organizado por Anitza Gutiérrez.
- Movimiento Mujeres Poetas Internacional MPI (2013) Grito de Mujer. Trofeo al mérito por la labor literaria de la poeta emprendedora.
- Academia Dominicana de la Lengua, ADL (2011): Diploma de Reconocimiento Académico en atención a sus méritos intelectuales y estéticos, su apoyo a las actividades de nuestra institución y su vocación al servicio con generosidad y altruismo. Dado el 6 de diciembre del 2011
- Medalla de Reconocimiento del Consejo Nacional MCG 80 (2010). Por la exposición sobre la obra narrativa de Manuel Salvador Gautier, Academia Dominicana de la Lengua, 14 de enero de 2010.
- Academia Dominicana de la Lengua, ADL (2009): Diploma de Reconocimiento por su Mérito intelectual, lingüístico y literario y por la contribución y compromiso con la misión de la Academia. Dado en 2009
- GTE (1999). Premio a la Excelencia Individual. [In recognition and appreciation extraordinary effort and outstanding contribution at GTE] (ahora Verizon).
- Abbott Hospitals (1993). Premio a la Excelencia [Outstanding Award].

## Biografía Pasiva
Diccionarios en los que la obra de Ofelia Berrido es citada para dar ejemplos de uso de las palabras:
- Diccionario Fraseológico Del Español Dominicano, Academia Dominicana De La Lengua
- Diccionario Del Español Dominicano, Academia Dominicana De La Lengua
- Diccionario De Simbolismos. Academia Dominicana De La Lengua

- Gutierrez, F. ( 2023). Gran diccionario de la literatura dominicana. Ofelia Berrido, p. 122-125
- Cañete Quezada, C. (1965-2017). Colección de voces dominicanas, pp. 511-520. Santo Domingo. Santuario.
- Del Valle, Ernesto (2015). Breve Antología de poesía erótica escrita por Mujeres. Santo Domingo, Revista Guantini, 2015, p. 40.
- Lora, Elvira. (2009) Entrevista a las mujeres de la Academia de la Lengua, Palabras de Mujer, Revista Mujer Única 2009, No. 170, p. 36-39, Santo Domingo: Grupo Diario Libre.
- Matos Moquete, Manuel (diciembre, 2012). La novela El infiel de Ofelia Berrido. Santo Domingo. Fundación Corripio.
- Pérez, A. (2010). Ofelia Berrido y su despertar ante un Sol Secreto. Revista Literaria Mythos, no. 32, p. 22-23.
- Rosario Candelier, B. (2018). El Grupo Mester de la Academia de la Lengua. Sobre Ofelia Berrido pp. 237-312. Santo Domingo: Academia Dominicana de la Lengua.
- Rosario Candelier, R. y Pérez, A. (agosto, 2006) Coloquio sobre la novela El Sol Secreto en Cuesta del Libro de Santiago con los panelistas. Santiago, República Dominicana, agosto 2006.
- Ruisánchez L.G. (2006). El Sol Secreto de Ofelia Berrido. Cultura y sociedad, Publicado en el periódico Cambio, 17 de marzo de 2006, p. 28.
- Stanley, Avelino (2013). La novela dominicana contemporánea, pp. 36 y 75. Santo Domingo. Búho.
- Urbáez, Aristófanes (26 de abril de 2006). Una formidable novela de Ofelia Berrido. Santo Domingo: Listín Diario-